# Saint-Georges-de-Noisné
Saint-Georges-de-Noisné ist eine französische Gemeinde mit 685 Einwohnern (Stand: 1. Januar 2022) im Département Deux-Sèvres in der Region Nouvelle-Aquitaine. Sie gehört zum Arrondissement Parthenay und zum Kanton La Gâtine. Die Einwohner werden Nénéens genannt.

## Geographie
Saint-Georges-de-Noisné liegt etwa 18 Kilometer südlich von Parthenay und 23 Kilometer nordöstlich von Niort. An der östlichen Gemeindegrenze verläuft der Fluss Chambon. Saint-Georges-de-Noisné wird umgeben von den Nachbargemeinden Verruyes im Nordwesten und Norden, Saint-Lin im Nordosten, Clavé im Osten, Exireuil im Osten und Südosten, Saivres im Süden sowie Augé im Südwesten und Westen.

## Bevölkerungsentwicklung
| Jahr      | 1954 | 1962 | 1968 | 1975 | 1982 | 1990 | 1999 | 2006 | 2019 |
| Einwohner | 979  | 940  | 860  | 824  | 753  | 696  | 657  | 685  | 694  |

## Sehenswürdigkeiten
- Kirche Saint-Georges
- Haus La Salette